# 热兰维尔
热兰维尔（法語：Gellainville，法語發音：[ʒɛlɛ̃vil]）是法国厄尔-卢瓦省的一个市镇，位于该省中东部，属于沙特尔区和沙特尔城市圈公共社区。

## 地理
热兰维尔（48°24'58"N, 1°32'0"E）面积12.01 平方千米，位于法国中央-卢瓦尔河谷大区厄尔-卢瓦省，该省份为法国北部内陆省份，北起顺时针与厄尔省、伊夫林省、埃松省、卢瓦雷省、卢瓦-谢尔省、萨尔特省和奧恩省接壤。
与热兰维尔接壤的市镇（或旧市镇、城区）包括：沙特尔、诺让勒费、苏尔、贝谢尔莱皮埃尔、莫朗塞、勒库德赖。
热兰维尔的时区为UTC+01:00、UTC+02:00（夏令时）。

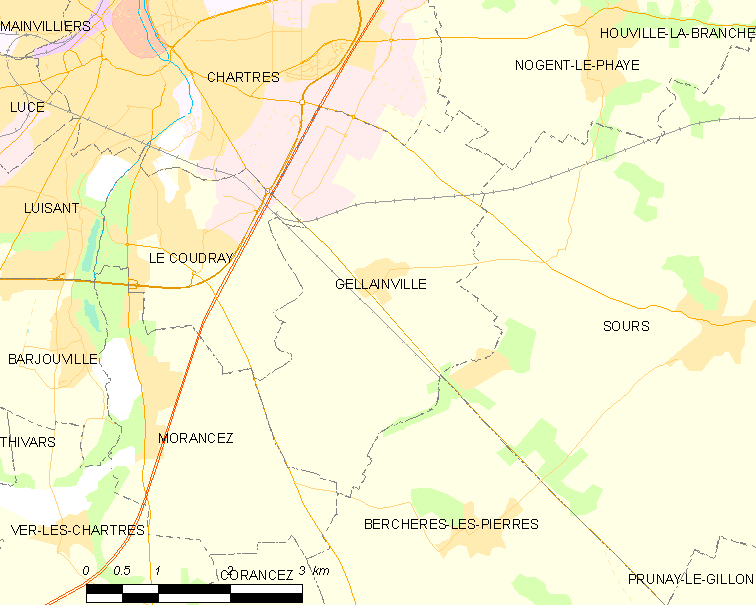
热兰维尔的OSM定位图

## 行政
热兰维尔的邮政编码为28630，INSEE市镇编码为28177。

## 政治
热兰维尔所属的省级选区为沙特尔第二县。

## 交通
法国国道N154线和厄尔-卢瓦省省道D150线、D339.7线等在境内交汇。

## 人口

1962-2008年间热兰维尔人口变化图示

热兰维尔于2022年1月1日时的人口数量为763人。